# Свалява
Сваля́ва — місто на заході України, в Мукачівському районі Закарпатської області, адміністративний центр Свалявської громади та колишній центр Свалявського району. Розміщене у межах Свалявської улоговини, на річці Латориці, при впадінні в неї річки Свалявки (бас. Тиси).

## Назва
Свалява має назви іншими мовами:
- чеськ. Svalava, Svaljava;
- словац. Svaľava;
- угор. Szolyva;
- нім. Schwallbach;
- русин. Сва́лява;

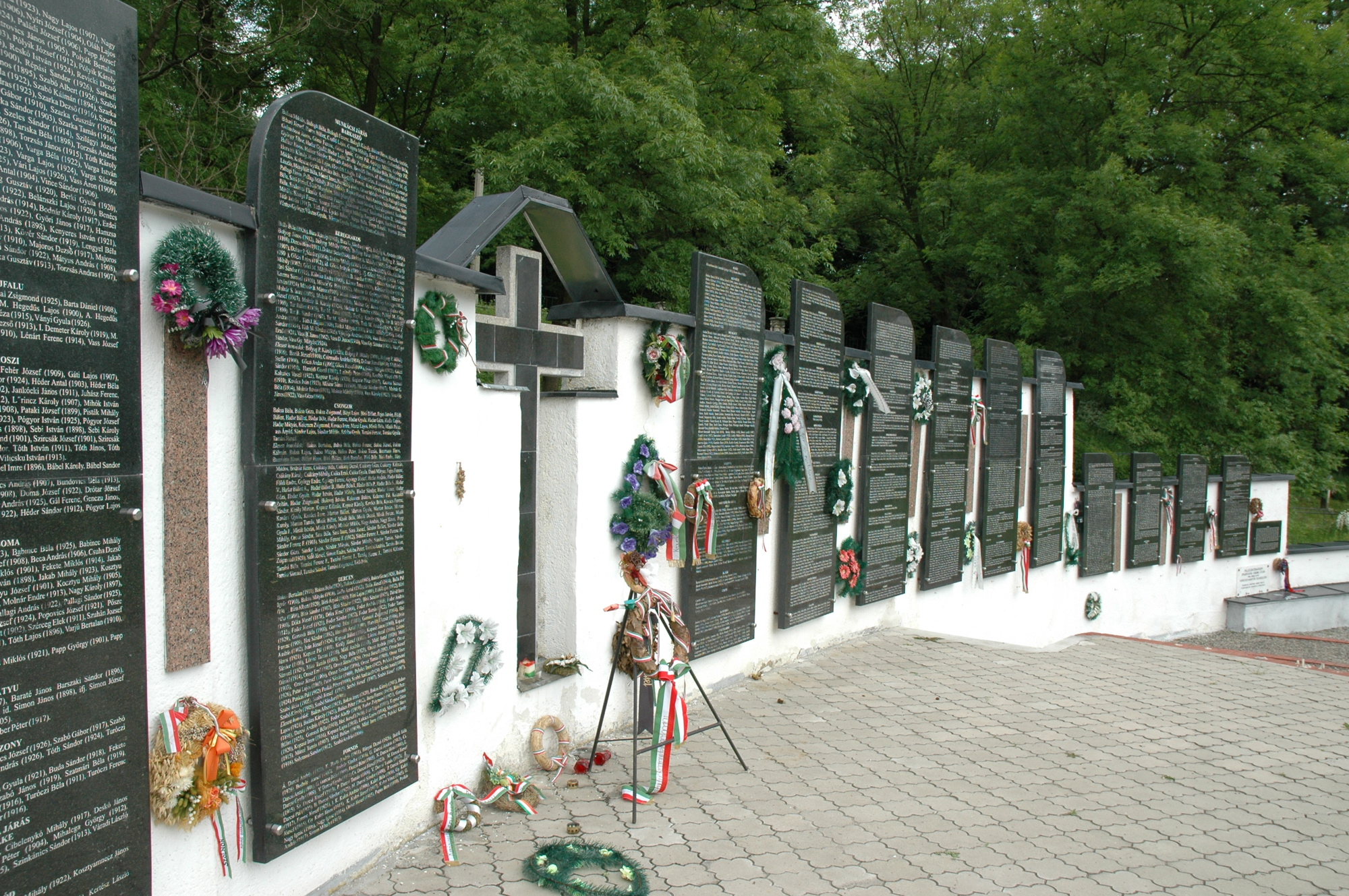
Свалявський меморіальний парк

- їд. Сва́лява, Свалйави, Свалйаве, Свалйіве.

Хоч назва міста подібна до готського swaljawa «ластівка», етимологія назви Свалява походить від слов'янського кореня «сіль» (Зольва, Солява, Сольва). Виникнення її сягає тих стародавніх часів, коли сіль із Мармароської жупи транспортувалася до сусідніх країв.

## Історія
Заселення території та околиць міста почалося в давнину, про що свідчать знахідки неолітичного часу (IV тисячоліття до н. е.), три скарби періоду бронзи (ІІ тисячоліття до н. е.) та кургани з тілоспаленням (VI—ІІІ ст. до н. е.). На території міста виявлені також золоті монети часів імператора Нерона (54—68 рр.) та поховання староугорського воїна, датоване початком Х століття н. е. під час переходу угрів через Верецький перевал.
Свалява вперше згадується в документах XII століття. Це було невелике поселення, яке належало угорському феодалові Бет-Бетке. На початку ХІІІ століття власником Сваляви став березький жупан Шимон. Згодом вона перейшла до рук угорських королів, які дарували її різним магнатам. У другій половині ХІІІ століття Свалява належала «Михайлові, сину Микова», і як сказано в одній з королівських грамот, до 1264 року знаходилася «по ту сторону засіки» (кордону). На основі цього можна зробити висновок, що вона входила до складу Галицько-Волинського князівства. Пізніше її одержав магістр Владар, потім — рід Перені і, нарешті, трансільванські князі (в XVI столітті). З того часу Свалява входила до складу Мукачівсько-Чинадіївської домінії та підпорядковувалася угорській короні.
У 1657 році Сваляву спустошили війська польського магната Любомирського. Значна частина населення була знищена або розбіглася.
На початку XVIII Свалява, як і решта володінь угорського королівства, ввійшла до складу Австрійської імперії. У 1703–1711 рр. жителі Свалявщини брали участь у визвольній війні Угорщини проти тиранії Габсбургів, за що після поразки були піддані жорстоким репресіям і передані у власність королівської казни, яка подарувала їх графові Шенборну-Бухгаймові. Нащадки цього феодала господарювали в Сваляві понад 200 років.
В 90-х роках XVIII століття Свалява стає значним господарським центром. Тут була відкрита ґуральня. Село одержало право проведення ярмарків, де продавалися здебільшого вироби з лози та глини. Розпочинається будівництво мостів та доріг. Використовується мінеральна вода, джерела якої граф Шенборн-Бухгайм здавав в оренду. В маєтку починає діяти водяна молотарка, тарта́к, млин, запроваджуються сівозміни, організовується виготовлення поташу, вапна, цегли.
У XIX ст. Свалява — торгове містечко, центр повіту (округу) Березького комітату. Наприкінці століття у Сваляві мешкали 916 греко-католиків, 343 римо-католиків, 5 лютеранів, 19 кальвіністів та 372 юдеї.
З 1840-х рр. відомий герб міста: на червоному тлі — селянин, що наливає мінеральну воду до дерев'яної діжки.
У 1881 році через Сваляву пройшла залізниця Львів—Відень. Це дало можливість експортувати мінеральну воду за межі регіону, завдяки чому було налагоджено виробництво пляшок.
У 1908 році в Сваляві створюється акціонерне товариство «Сольва» (віденської фірми «Голуаганелсактіен-Гезельшафт»), яке протягом 1910–1911 рр. побудувало у Сваляві лісохімічний завод для сухої перегонки дерева.
По закінченні Першої світової війни Свалява разом зі всією Підкарпатською Руссю опиняється в складі новоствореної Чехословаччини. У 1928 році Свалява стає центром адміністративного округу, який об'єднував Свалявський, Нижньоверечанський і Чинадієвський територіальні регіони. У 1930 році у Сваляві відкрито велику горожанську школу, яку названо на честь першого президента Чехословаччини Томаша Масарика.
У Сваляві відбувся Свалявський страйк деревообробників 1935 року.
Після розпаду Чехословаччини 1938–1939 рр. Свалява увійшла до складу Карпатської України, але згодом місто було окуповане Угорщиною.
В середині жовтня 1944 року частини 4 Українського фронту гірськими лісовими стежками підійшли до Сваляви[джерело?]. Свалява була зайнята 24 жовтня 1944 року.
У 1945 році на основі угоди між СРСР та Чехословаччиною Закарпаття увійшло до складу УРСР.
Після Другої світової війни, недалеко від міста працював концтабір. Цивільні особи (народжені між 1896 і 1926 рр.) були поміщені радянськими військами до концтабору виключно за їх угорське та німецьке походження.
30 травня 1947 року Свалява отримала статус селища міського типу.
Від 1991 року Свалява у незалежній Україні.

## Населення

### Національний склад
Розподіл населення за національністю за даними перепису 2001 року:
| Національність  | Відсоток |
| --------------- | -------- |
| українці        | 86,44%   |
| цигани          | 4,71%    |
| росіяни         | 3,07%    |
| угорці          | 1,97%    |
| словаки         | 1,45%    |
| німці           | 1,40%    |
| білоруси        | 0,18%    |
| поляки          | 0,11%    |
| інші/не вказали | 0,67%    |

### Мовний склад
Рідна мова населення за даними перепису 2001 року:
| Мова            | Кількість | Відсоток |
| --------------- | --------- | -------- |
| українська      | 16049     | 94.50%   |
| російська       | 548       | 3.22%    |
| угорська        | 244       | 1.44%    |
| німецька        | 53        | 0.31%    |
| словацька       | 29        | 0.17%    |
| білоруська      | 14        | 0.08%    |
| польська        | 4         | 0.02%    |
| інші/не вказали | 42        | 0.26%    |
| Усього          | 16983     | 100%     |

## Присілки

### Нова Свалява
Нова Свалява — колишнє село в Україні, в Закарпатській області. Обʼєднане зі Свалявою.

### Великий Бистрий
Великий Бистрий — колишнє село в Україні, в Закарпатській області. Обʼєднане зі Свалявою.
Поселення відоме з XVI ст. 28 червня 1597 року Жігмонд Ракоці дав кенезькі грамоти Мелешу Івану і Гергелю з умовою, що вони впродовж шести років заселять село людьми. 1611 року кенезем Великого Бистрого був Михайло Лизанець. 1588 року в Бистрому вже стояла дерев’яна лемківська церква, від якої збереглися дубові зруби та перекриття нави з одним заломом. 
З 1649 року кенезами Бистрого були Цвіанко Лука і Мелеш Дьордь з синами Данком, Іваном і Андрієм. Священиком був Пап Лазар, який платив Мукачівському замку одну куницю, бо разом з батьком жив у одній кріпацькій садибі. На цей період у селі мешкали 48 кріпацьких сімей, і селяни тримали 25 коней, 108 волів, 18 яловиць, 80 корів, 26 овець, 71 свиню та 9 вуликів. Кенези володіли двома млинами, а священик – одним, за що платили по 2 форинти податку. У річках Суска і Велика Бистра водилося багато риби, яку виловлювати було заборонено. Всю виловлену рибу живою відправляли у замок. У 1645 році жителі Бистрого платили Мукачівському замку податок у розмірі 122 форинти. Оскільки жителі Пасіки і Йоббовиці не справлялись з випалюванням вапна, то Томаш Дебрецені залучив до цієї роботи і мешканців Бистрого.
У 1682 році за правління Імре Текелі тут проживали 72 кріпацькі родини. Кенезем села був Степан Мелеш, а священиками – Дмитро Поп та Іван Цванко. На 1699 рік священиком був той же Дмитро Поп, який проживав тут з сім’єю. Він використовував половину ділянки землі, за що платив податок – вартість куниці грішми.
Під час перепису 1749 року Великий Бистрий нараховував 21 домогосподарство та 2 желярські хати (господарство без землі), господарі утримували 24 волів, 33 корів, 3 коней, 21 свиню, 13 овець, 11 кіз та 10 вуликів. У 1769 – 1774 рр. у Бистрому була утворена сільська управа, і бировом (старостою) села став Василь Цанько. Він мав 5 помічників: Івана Морсула, Миколу Полянського, Семена Мелеша, Степана Цанька та Івана Цанька. 
З 1786 року у Бистрому велася церковна метрика. На 1814 р. в Бистрому проживали 223 мешканці, на 1829 р. -279, на 1841-282, на 1856 – 144. Можливо, з 1841 року в селі працює школа, де дітей навчав дяк Федор Фотул. У 1856 році дяк Михайло Івашкович навчав 16 учнів. У 1878 році у Бистрому селяться євреї у кількості 12 чоловік. Цього ж року дяк Михайло Івашкович у церковній школі навчав 32 учнів. У 1893 році у Бистрому нараховувалось 267 русинів і 24 євреїв, 1908 р. – 324 русини, 32 євреї.
Як вже згадувалось, у 1920 році у Бистрому існувала державна школа з карпаторуською мовою навчання. У 1940 році Бистрянська церква була закрита, але згодом її вдалося включити у список пам’яток архітектури. У 1972 році її реставрував відомий архітектор та вчений Іван Могитич.  

### Олександровиця
Олександровиця - колишнє село в Україні, в Закарпатській області. Обʼєднане зі Свалявою.

## Курортний потенціал
Околиці міста багаті джерелами лужно-вуглекислих вод. Біля них створені санаторії «Поляна», «Кришталеве Джерело», «Сонячне Закарпаття», «Квітка Полонини», де лікують хворих мінеральною водою, придатною для ванн і пиття.

## Транспорт
Зі сходу на захід Сваляву перетинає двоколійна електрифікована залізниця та у місті знаходиться залізнична станція Свалява. Околицею міста проходять автошляхи E50 та E471.

## Пам'ятники Сваляви

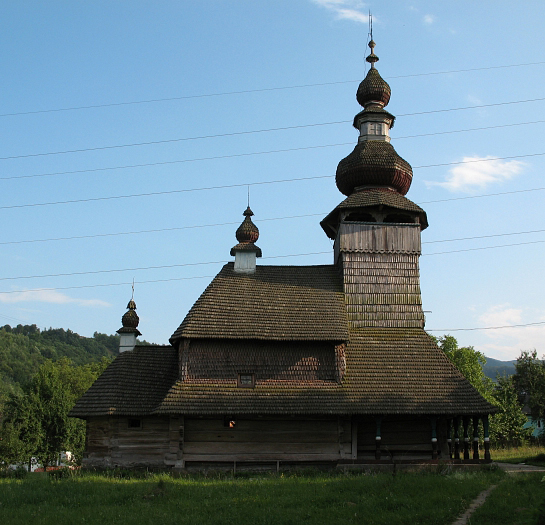
Церква Архистратига Михайла у Сваляві

### Пам'ятник «Герб Сваляви»
Бронзова скульптура"Герб Сваляви", яку в народі називають «Полі-бачі» стала окрасою Сваляви — столиці мінеральних вод України. Скульптором цієї архітектурної форми є М. Колодко, а також ковалі С. Руснак, В. Криванич, Р. Мурник, меценат проекту Ганинець П. П. Встановлено у 2017 році, до речі тут відображений чоловік, який наливає мінеральну воду в бочки (це зображення фігурує на гербі міста Свалява).

### Міні-скульптури Сваляви
2 грудня 2020 року, скульптор Роман Мурник разом з ковалем Степаном Руснаком встановили, з-за допомоги відомого закарпатського мецената Павла Ганинця, міні-скульптуру одному з найвідоміших розбудовників Закарпаття — графу Ервін-Фредерік Карл фон Шенборн-Бухгейм (1842—1903) (одягнений у нижньоавстрійські шорти, альпійські черевики, граф сидить на символічному компасі). Саме з Шенборнами (віденська гілка) пов‘язано становлення Сваляви як міста. За їх ініціативи у Сваляві відкрито завод мінеральних вод.
«Мисливський палац Берегвар» (сучасний курорт-санаторій «Карпати») був збудований графом Ервіном-Фрідріхом фон Шенборном-Бухгеймом (1842—1903). Як вважається будівництво тривало майже п'ять років — з 1890 по 1895 роки. Сам мисливський замок побудований у неоромантичному стилі. У проект замку архітектора З. Грессерсона було закладено особливу символіку. Оригінальність палацу полягає у тому, що за основу було взято астрономічний рік: кількість вікон — 365 — відповідає кількості днів, 52 кімнати — кількості тижнів, 12 входів — кількості місяців у році. Біля палацу розташували сад-дендрарій на англійський манер із декоративним озером у центрі. У парку росте безліч рідкісних видів рослин: самшит, катальпа, сосна Веймута, канадська ялина, японська вишня, рожевий бук, італійська гліцинія, сріблястий клен, оцтове дерево та інші.

## Відомі люди
- Асталош Василь Михайлович (1924—1993) — український майстер декоративно-ужиткового мистецтва.
- Венелін Юрій Іванович (справжнє ім'я Георгій Гуца), (1802—1839) — український історик, філолог, етнограф, фольклорист та медик;
- Давиденко Віктор Валентинович (нар. 1953) — український музикант, трубач.
- Митрак Олександр (1837—1913) — український письменник, фольклорист і етнограф Закарпаття.
- Михайло Ілліч Туряниця (1912—2001) — журналіст у США;
- Євген Федорович Станкович (1942) — український композитор, голова Національної спілки композиторів України (з 2005 року), заслужений діяч мистецтв УРСР (1980), народний артист УРСР (1986), Герой України (2008).
- Танінець Степан Васильйович (1927—2001) — український легкоатлет.
- Шепентал Віктор Миколайович — майор МВС України, учасник російсько-української війни 2014—2015 років.
- Глагола Олександр Олександрович (2014 - Дотепер) - Футболіст Фк Полісся
- Строганов В'ячеслав (1987 — 17 жовтня 2022) — український військовослужбовець, воїн 128-ої ОГШБр. Відзначився у ході контрнаступу на Херсонському напрямку в російсько-українській війні[10].

## Міста-побратими
- Стара Любовня, Словаччина.
- Вельке Капушани, Словаччина.
- Нірмігальді, Угорщина.
- Балашодьормот, Угорщина.
- Поланець, Польща.

## Туристичні місця
- Через місто проходить туристичний веломаршрут "Шлях Гуци-Венеліна": Свалява-Тибава.
- Дуб Шенборна.
- Міні-скульптура графу Ервін-Фредерік Карл фон Шенборн-Бухгейм.
- Скульптура "Герб Сваляви", яку в народі називають «Полі-бачі».
- У колишньому присілку Бистрий - деревяний храм Архистратига Михайла (1588, 1759) — шедевр української дерев'яної архітектури. Це досконалий зразок так званого лемківського стилю. Силует церкви формує масивна вежа з розвиненим бароковим завершенням, і два маленькі навершя над гребенем дахів нави і вівтаря.[11]
- Місце колишнього радянського концтабору.

## Галерея

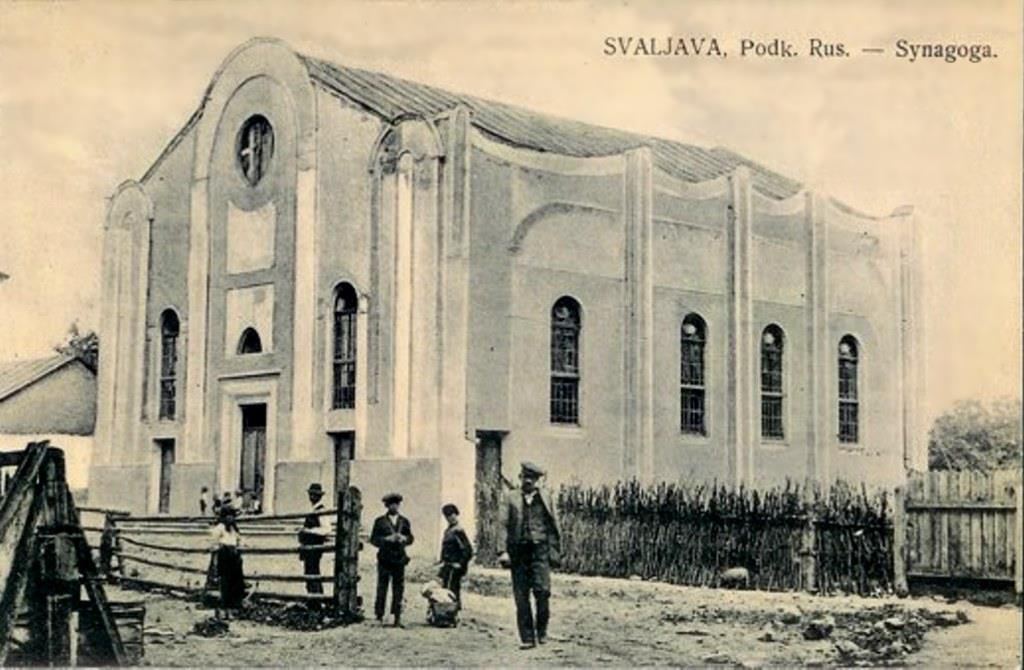
Синагога в Сваляві
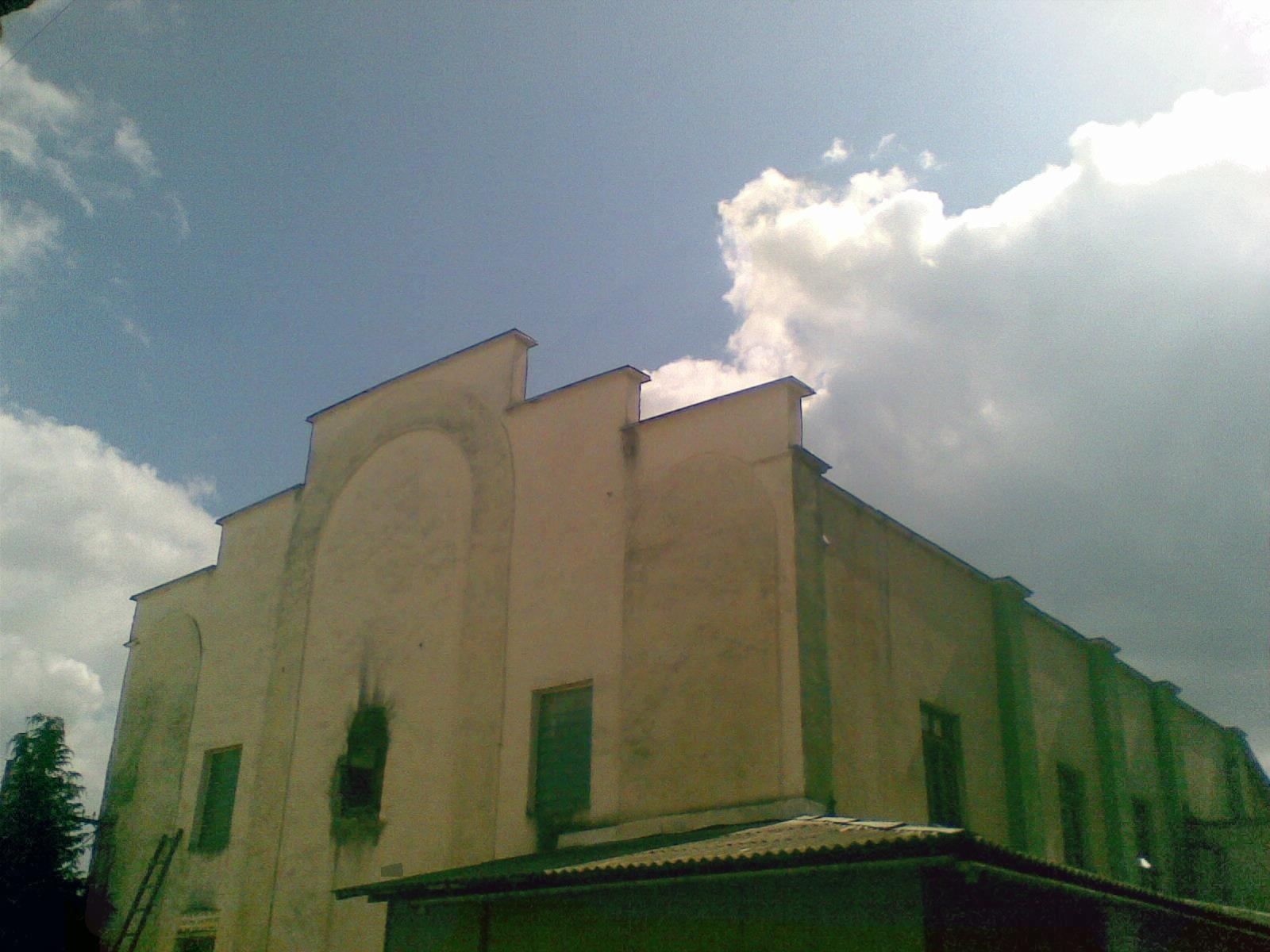
Синагога в Сваляві, зараз тут хлібокомбінат
Ще одна колишня синагога в Сваляві
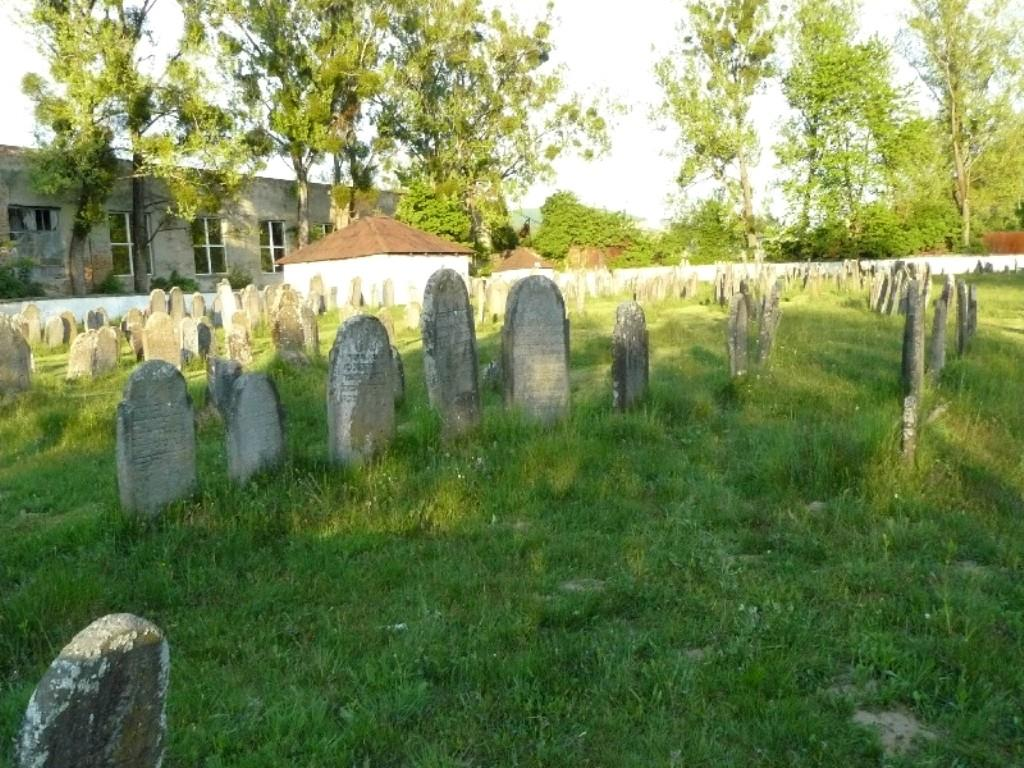
Єврейське кладовище